# Llama Imperecedera
Según el legendarium de J. R. R. Tolkien, la Llama Imperecedera o Fuego Secreto son referencias a un poder misterioso y divino.
Por lo que se sabe, la Llama Imperecedera consiste en un aspecto de Ilúvatar, por medio del cual él tiene el poder de crear cosas nuevas. Estaba con Ilúvatar desde el inicio, por lo que Melkor, que la codiciaba para poder crear cosas nuevas, la buscaba en el vacío en vano. Al crear Eä, Ilúvatar colocó la Llama Imperecedera en el centro de Eä; aunque no necesariamente se refiere al centro físico, sino más probablemente a la idea de que el poder de Eru animaba a toda su creación, como un alma anima al cuerpo:

Entonces Ilúvatar dio a su visión Ser, y la colocó dentro del Vacío, y la Llama Imperecedera fue enviada para arder en el corazón del Mundo; y así se le llamó Eä.
«Valaquenta», El Silmarillion.

Además, la Llama Imperecedera se describe como parte de toda fëa (‘alma’): es la huella de Ilúvatar en sus hijos, el don que hace que los seres inteligentes sean capaces de pensar y actuar libremente.
Por todos estos simbolismos vistos, y dado el carácter profundamente católico de Tolkien, muchos han sostenido que la Llama Imperecedera es el Espíritu Santo de Dios, que actúa en el mundo y especialmente en el alma de sus hijos.
Gandalf se refiere también al Fuego Secreto al enfrentarse al Balrog en el puente de Khazad-dûm:

—No puedes pasar— dijo. Los orcos permanecieron inmóviles, y un silencio de muerte cayó alrededor. —Soy un servidor del Fuego Secreto, que es dueño de la llama de Anor. No puedes pasar. El fuego oscuro no te servirá de nada, llama de Udûn. ¡Vuelve a la Sombra! No puedes pasar—.

Anor es la palabra que, en Sindarin, designa al Sol, así como un nombre para el oeste (Valinor). Con esto, según muchos, Gandalf está haciendo notar que el Fuego Secreto de Ilúvatar es de un poder inmenso, ya que es dueño de la misma llama del Sol. Sin embargo, algunos especulan que la "llama de Anor" hace referencia a que Gandalf portaba uno de los Tres Anillos Élficos: Narya, el Anillo del Fuego. Otros especulan que se trata de su espada, Glamdring.